# Alexandre Axenfeld
Pour l'auteur du syndrome d'Axenfeld-Rieger, voir Theodor Axenfeld.
Pour les articles homonymes, voir Axenfeld.
Alexandre Axenfeld, parfois prénommé Auguste, né le 25 octobre 1825 à Odessa et mort le 25 août 1876 à Paris est un professeur de la faculté de médecine de Paris et un médecin russe, naturalisé français.

## Biographie
Alexandre Axenfeld est le fils d'Israel Aksenfeld et de Rosalie Horwitz.  Après des études secondaires au lycée Richelieu d'Odessa, il vient à Paris pour faire ses études de médecine.
En 1848, il est interne des hôpitaux, élève de Jean-Baptiste Bouillaud, puis de Stanislas Laugier (1851) et enfin de Gabriel Andral (1853). Il est reçu docteur en médecine à la Sorbonne en 1853. Sa thèse avait pour sujet Des principaux accidents que l'on observe après la trachéotomie chez les enfants atteints du croup. 
Durant les épidémies de choléra de 1849 et 1854 à Paris, son dévouement fut récompensé par deux médailles. En 1856, il est naturalisé français, et professeur agrégé de médecine. 
De 1859 à 1861, il remplace Léon Rostan dans son service à l'Hôtel-Dieu.  En 1862, il est médecin des hôpitaux, à Saint-Antoine en 1863. Il devient médecin-chef de l'hôpital Beaujon à partir de 1869. 
Durant sa carrière universitaire, il a, dit-on, toute la sympathie des étudiants républicains anticléricaux.
Après sa mort le 25 août 1876, survenue à son domicile au 13, rue Bonaparte à Paris, il est inhumé au cimetière du Montparnasse (10e division). Henri Chapu a sculpté son effigie dans un médaillon daté de 1878 ornant son tombeau. Son frère le peintre Henry Axenfeld, demeurant à Paris, a réalisé son portrait, conservé à l'école de médecine.

## Travaux
Alexandre Axenfeld est connu pour son Traité des névroses (1863), et ses conférences historiques à la faculté de médecine, dont Jean Wier et la sorcellerie (1866).
Il définit ainsi les névroses : « La classe toute entière des névroses a été fondée sur une conception négative : elle est née le jour où l'anatomie pathologique, chargée d'expliquer les maladies par des altérations des organes, s'est trouvée en face d'un certain nombre d'états dont la raison d'être lui échappait […] ».
Il fut aussi, durant un temps, bibliothécaire de la faculté de médecine et de l'Académie de médecine. Il est membre de la Société anatomique, puis de sa direction à partir de 1853.
Il soigna Adèle Hugo en février 1872. Gustave Flaubert le connaissait et le cite dans une lettre à Philippe Leparfait : « Sais-tu qu'un enfant de d'Osmoy est très malade ? Il m'a écrit ça hier à Croisset, en ajoutant qu'il faisait venir Axenfeld à Évreux ».

## Publications
- Des principaux accidents qui s'observent à la suite de la trachéotomie, chez les enfants atteints de croup, Thèse de Doctorat, Paris, 1853.
- Des influences nosocomiales, Thèse d'agrégation, Paris. 1857.
- Traité des névroses. Éléments de pathologie médicale, t.4, Paris, 1863 ; deuxième édition augmentée, 1883.
- Jean Wier et la sorcellerie, Paris, Baillière, 1866.
- Rapport sur les progrès de la médecine en France, Paris, 1867.
- articles dans le Dictionnaire encyclopédique de médecine et de chirurgie.
- articles dans les Annales de la maladie de la peau et de la syphilis ; l'Union médicale ; la Gazette des hôpitaux ; le Bulletin de la Société anatomique.